# Linie následnictví belgického trůnu
Následnictví belgického trůnu užívá od roku 1991 nově rozšířeného systému absolutní rovné primogenitury. Od vzniku moderního belgického státu v roce 1830 až do roku 1991 platilo jako následnický řád v Belgii salické právo pro potomky krále Leopolda I.
Podle absolutní rovné primogenitury je dědicem trůnu nejstarší (prvorozený) potomek předchozího krále a královny bez ohledu na pohlaví. Toto ale platí pouze pro potomky krále Alberta II. Pro potomky předchozích panovníků v ženské linii tato změna neplatí.

## Současná linie následnictví
Linie následnictví belgického trůnu je následující:
- JV král Leopold I. (1790–1865)
  -  JV král Leopold II. (1835–1909)
  - JKV Filip, hrabě flanderský (1837–1905)
    -  JV král Albert I. (1875–1934)
      -  JV král Leopold III. (1901–1983)
        -  JV král Baudouin I. (1930–1993)
        -  JV král Albert II. (*1934)
          -  JV král Filip I. (*1960)
            - (1) JKV Elisabeth, vévodkyně brabantská (*2001)
            - (2) JKV princ Gabriel (*2003)
            - (3) JKV princ Emmanuel (*2005)
            - (4) JKV princezna Eléonore (*2008)

          - (5)  JC&KV arcivévodkyně Astrid (*1962)
            - (6) JC&KV arcivévoda Amedeo (*1986)
              - (7) JC&KV arcivévodkyně Anna Astrid (*2016)
              - (8) JC&KV arcivévoda Maximilián (*2019)
              - (9) JC&KV arcivévodkyně Alix (*2023)

            - (10) JC&KV arcivévodkyně Maria Laura (*1988)
              - (11) Albert Isvy (*2025)

            - (12) JC&KV arcivévoda Joachim (*1991)
            - (13) JC&KV arcivévodkyně Luisa Maria (*1995)
            - (14) JC&KV arcivévodkyně Laetitia Maria (*2003)

          - (15) JKV princ Laurent (*1963)
            - (16) JKV princezna Louisa (*2004)
            - (17) JKV princ Nicolas (*2005)
            - (18) JKV princ Aymeric (*2005)

Mužští potomci princezny Astrid a jejího manžela Lorenze Rakouského-Este jsou v linii následnictví na zrušené trůny Česka, Uherska, Chorvatska a především Modeny.